# Nassau Plantation (Texas)

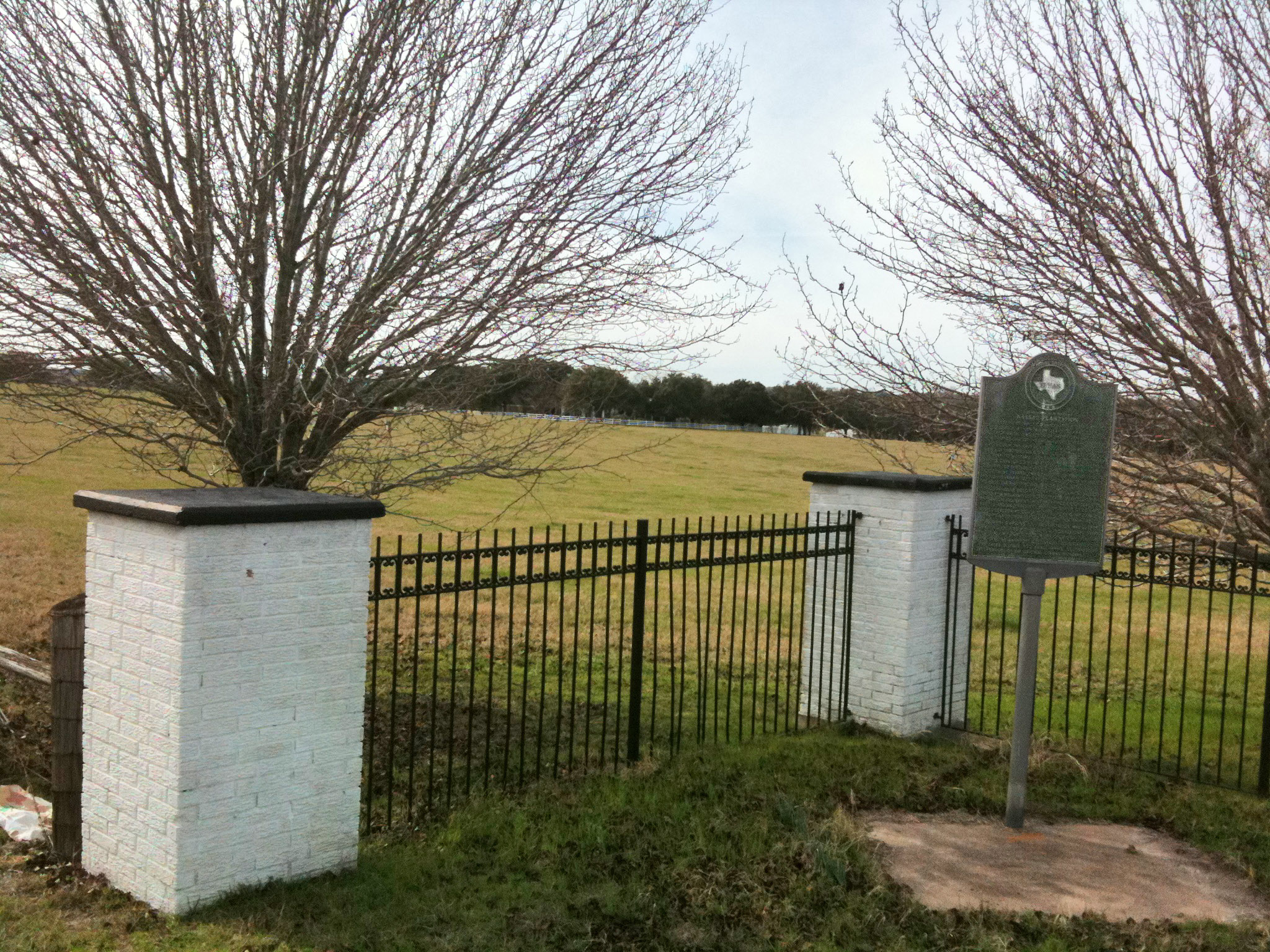
Veduta degli storici cancelli che indicavano l'inizio della piantagione

La Nassau Plantation (in italiano: Piantagione Nassau) era una tenuta di 17,92 km² di superficie acquistata dalla società Adelsverein il 9 gennaio 1843 nella Contea di Fayette, in Texas, nei pressi dell'attuale Round Top. Un segnale apposito, il n. 3550, è stato apposto sul sito nel 1968 per commemorarlo.

## L'acquisto originale
Il territorio originale venne acquistato nell'area dell'attuale Round Top, a Robert Mills da parte del conte Ludwig Joseph von Boos-Waldeck e dal conte Viktor August von Leiningen-Westerburg-Alt-Leiningen, ufficiali della compagnia di colonizzazione tedesca Adelsverein, al costo di 0.75 dollari all'acro. Il nome della piantagione si deve alla figura del duca di Nassau, nel cui castello l'associazione era stata costituita. L'acquisto divenne ben presto una vera e propria piantagione con diversi schiavi comprati dal conte Boos-Waldeck a New Orleans, Galveston e Houston. Quando il principe di Solms, uno degli ufficiali più influenti dell'associazione, si recò in ispezione alla piantagione nel 1844, disse di preferire dissociarsi dalla proprietà anziché avere a che fare con gli schiavisti.
Inizialmente la piantagione era considerata solo come una prima base per l'arrivo degli immigrati tedeschi nelle Americhe, i quali dovevano poi migrare verso altre colonie istituite dal principe Carlo di Solms-Braunfels e da John O. Meusebach. La Nassau Plantation divenne così un luogo di passaggio, ma anche un luogo di ritrovo e di svago per gli uomini influenti dell'associazione: il principe di Solms, ad esempio, vi teneva delle corse dei cavalli. John O. Meusebach risiedette alla piantagione di Nassau dall'aprile al luglio del 1846 p.
Uno dei primi gestori della tenuta di Nassau nominato dal principe di Solms fu Friedrich Wilhelm von Wrede, Sr. di Oberhausen, in Germania. Il 24 ottobre 1845, Wrede ed il botanico del New Braunfels, Oscar von Claren vennero uccisi e scalpati dagli indiani a dieci miglia da Austin.

## Vendita
La piantagione venne gestita male ed in breve tempo andò in perdita. Gustav Dresel, l'agente di commercio della società tedesca, vendette la piantagione di Nassau ed i suoi venticinque schiavi il 28 luglio 1848 a Otto von Roeder. Von Roeder, a sua volta, vendette 3,2 km² del terreno della tenuta e la casa padronale al nobile prussiano barone Peter Carl Johann von Rosenberg, immigrato in Texas nel 1849 con la sua famiglia da Eckitten, presso Memel, nella Prussia orientale.
Nel 1853, la Contea di Bexar ordinò di espropriare la tenuta per pagare i debiti che aveva lasciato insoluti la Adelsverein. Lo sceriffo locale vendette la proprietà a James A. Chandler il 3 maggio 1853.